# عصر فرمانروایان ۳: عصر ناپلئون
عصر فرمانروایان ۳: عصر ناپلئون (به انگلیسی: Age of Empires III: The Napoleonic Era) یک بازی غیر تجاری نیمه تمام مانده از سری عصر فرمانروایان ۳: دودمان‌های آسیا است که بدست هواداران این بازی در The Napoleonic Era Core Team، برای استودیو انسمبل طراحی، ساخته و منتشر شد. این بازی یک نسخه سفارشی سازی شده از جانب هواداران این سری و بازی عصر فرمانروایان ۳ محسوب می‌گردد. روند بازی، به شکل جنگ‌های ناپلئونی بوده و ملت‌های جدیدی به گزینه‌های قابل انتخاب پیشین افزوده شده‌است.